# Giải bóng chuyền cúp Hùng Vương
Giải bóng chuyền cúp Hùng Vương là giải thi đấu bóng chuyền thường niên trong hệ thống các giải đấu bóng chuyền Việt Nam dành cho các câu lạc bộ bóng chuyền có thành tích tốt nhất sau vòng 1 Giải bóng chuyền vô địch quốc gia Việt Nam tham dự. Giải do Liên đoàn bóng chuyền Việt Nam và tỉnh Phú Thọ đăng cai tổ chức từ năm 2005. Tính đến mùa giải năm 2025, giải đã có 17 lần được tổ chức. Đội Nam Tràng An Ninh Bình với 5 lần vô địch nội dung Nam cùng đội Nữ VTV Bình Điền Long An với 6 lần vô địch nội dung Nữ là hai đội nắm giữ thành tích đoạt chức vô địch Giải bóng chuyền cúp Hùng Vương nhiều nhất. Mặc dù Phú Thọ là địa phương đăng cai nhưng các đội bóng của tỉnh này như nam Công an Phú Thọ chưa từng một lần được tham dự và nữ Giấy Bãi Bằng với 4 mùa giải tham dự cũng chưa từng giành tới giải ba cúp bóng chuyền Hùng Vương.

## Các đội tham gia
Cũng giống như cúp Hoa Lư trước đây, Sau vòng 1 giải VĐQG, các đội xếp hạng nhất, nhì của 2 bảng đấu được chọn để vào thi đấu cúp Hùng Vương. Địa điểm thi đấu cúp Hùng Vương là Nhà thi đấu tỉnh Phú Thọ. Cúp Hùng Vương có 8 đội tham gia ở 2 nội dung Nam và Nữ, ngoại trừ 3 mùa giải đầu tiên từ năm 2005 đến 2007 khi giải đấu có 12 đội tham dự.
Những năm đầu của giải, do cả cúp Hùng Vương và cúp Hoa Lư đều lấy kết quả của vòng 1 giải VĐQG nên có một số năm 2 giải này bị gián đoạn do loại trừ nhau, cụ thể năm 2004 và 2008 cúp Hùng Vương không được tổ chức để nhường cho cúp Hoa Lư. Hiện nay thì cúp Hoa Lư được tổ chức với số trận nhiều hơn và thường giành cho các đội đạt kết quả cao của mùa giải năm trước kết hợp với khách mời quốc tế tham dự. Năm 2014 và 2022 cúp Hùng Vương không được tổ chức do giải VĐQG chỉ tổ chức 1 vòng đấu bảng và vòng chung kết - xếp hạng chứ không tổ chức 2 vòng đấu bảng như mọi năm. Năm 2020 cúp Hùng Vương không được tổ chức do ảnh hưởng của đại dịch COVID-19.
Cúp Hoa Lư có ý nghĩa khởi động mùa giải mới, còn cúp Hùng Vương có ý nghĩa tổng kết giai đoạn 1 của mùa giải và xác định đội vô địch lượt đi (trừ các năm 2010 và 2024). Nếu như tại cúp Hoa Lư các đội thi đấu vòng bảng trước sau đó tiếp tục thi đấu vòng loại trực tiếp thì ở cúp Hùng Vương, tất cả các đội đều chỉ thi đấu hai trận gồm một trận loại trực tiếp và một trận tranh huy chương.
Mùa giải 2024 có sự thay đổi trong việc xác định các đội tham dự cúp Hùng Vương khi 8 đội bóng chuyền xuất sắc nhất của mùa giải VĐQG 2023 (4 đội nam và 4 đội nữ) là những đội tham dự cúp Hùng Vương. Kể từ mùa giải 2025, với việc giải VĐQG thay đổi thể thức sang thi đấu vòng tròn tính điểm, 8 đội bóng (4 đội nam và 4 đội nữ) dẫn đầu sau giai đoạn 1 sẽ giành quyền tham dự cúp Hùng Vương.

## Danh sách các đội đoạt huy chương

### Giải Nam
| Mùa giải | Đội vô địch            | Đội Á quân              | Đội hạng ba          | Đội hạng tư               |
| 2025     | Biên Phòng MB          | Công an TP. Hồ Chí Minh | Thể Công Tân Cảng    | Đà Nẵng                   |
| 2024     | Biên Phòng             | Sanest Khánh Hòa        | Thể Công Tân Cảng    | Hà Tĩnh                   |
| 2023     | Biên Phòng             | Sanest Khánh Hòa        | Thể Công Tân Cảng    | Đà Nẵng                   |
| 2021     | Sanest Khánh Hòa       | Tràng An Ninh Bình      | Thể Công             | Hà Tĩnh                   |
| 2019     | Sanest Khánh Hòa       | Tràng An Ninh Bình      | VLXD Bình Dương      | TP. Hồ Chí Minh           |
| 2018     | Tràng An Ninh Bình     | Biên Phòng              | TP. Hồ Chí Minh      | Thể Công                  |
| 2017     | Sanest Khánh Hòa       | Quân đoàn 4             | Thể Công             | Tràng An Ninh Bình        |
| 2016     | Sanest Khánh Hòa       | Biên Phòng              | Thể Công             | Tràng An Ninh Bình        |
| 2015     | Maseco TP. Hồ Chí Minh | XSKT Vĩnh Long          | Quân đoàn 4          | Tràng An Ninh Bình        |
| 2013     | Tràng An Ninh Bình     | Đức Long Gia Lai        | Thể Công             | Maseco TP. Hồ Chí Minh    |
| 2012     | Tràng An Ninh Bình     | Thể Công                | Đức Long Gia Lai     | Tập đoàn Dầu khí Việt Nam |
| 2011     | Long An                | Sanest Khánh Hòa        | SacomBank Biên Phòng | Tập đoàn Dầu khí Việt Nam |
| 2010     | Tràng An Ninh Bình     | SacomBank Biên Phòng    | Hoàng Long Long An   | Thể Công                  |
| 2009     | Tràng An Ninh Bình     | Thể Công                | Hoàng Long Long An   | Sao Vàng Biên Phòng       |
| 2007     | Thể Công               | Hoàng Long Long An      | Tràng An Ninh Bình   | Bến Tre                   |
| 2006     | Thể Công               | Tràng An Ninh Bình      | Công an Vĩnh Phúc    | Quân khu 9                |
| 2005     | Thể Công               | Bưu điện Hà Nội         | Tràng An Ninh Bình   | Quân đoàn 4               |

### Giải Nữ
| Mùa giải | Đội vô địch                     | Đội Á quân                  | Đội hạng ba           | Đội hạng tư                 |
| 2025     | LP Bank Ninh Bình               | BC Thông tin - TCT Đông Bắc | VTV Bình Điền Long An | Ngân hàng Công Thương       |
| 2024     | VTV Bình Điền Long An           | LP Bank Ninh Bình           | HCĐG Lào Cai          | Binh chủng Thông tin - TTBP |
| 2023     | HCĐG Tia Sáng                   | Ninh Bình LVPB              | Bộ Tư lệnh Thông tin  | Than Quảng Ninh             |
| 2021     | VTV Bình Điền Long An           | HCĐG Hà Nội                 | Ninh Bình Doveco      | Bộ Tư lệnh Thông tin - FLC  |
| 2019     | VTV Bình Điền Long An           | Ngân hàng Công Thương       | Thông tin LVPB        | Kingphar Quảng Ninh         |
| 2018     | VTV Bình Điền Long An           | Thông tin LVPB              | Ngân hàng Công Thương | Tiến Nông Thanh Hóa         |
| 2017     | Ngân hàng Công Thương           | VTV Bình Điền Long An       | Thông tin LVPB        | PVD Thái Bình               |
| 2016     | Ngân hàng Công Thương           | Thông tin LVPB              | VTV Bình Điền Long An | Tiến Nông Thanh Hóa         |
| 2015     | VTV Bình Điền Long An           | Thông tin LVPB              | Ngân hàng Công Thương | Tiến Nông Thanh Hóa         |
| 2013     | Thông tin LVPB                  | Ngân hàng Công Thương       | Vietsovpetro          | Tiến Nông Thanh Hóa         |
| 2012     | Ngân hàng Công Thương           | Thông tin LVPB              | VTV Bình Điền Long An | Tiến Nông Thanh Hóa         |
| 2011     | Thông tin LVPB                  | VTV Bình Điền Long An       | Ngân hàng Công Thương | PV Oil Thái Bình            |
| 2010     | Thông tin Liên Việt Bank        | Truyền hình Vĩnh Long       | VTV Bình Điền Long An | Giấy Bãi Bằng               |
| 2009     | Bộ Tư lệnh Thông tin Trust Bank | VTV Bình Điền Long An       | Vietsovpetro          | Giấy Bãi Bằng               |
| 2007     | Vital Petechim Thái Bình        | VTV Bình Điền Long An       | Ngân hàng Công Thương | Giấy Bãi Bằng               |
| 2006     | Ngân hàng Công Thương           | Vital Thái Bình             | Bộ Tư lệnh Thông tin  | VTV Bình Điền Long An       |
| 2005     | VTV Bình Điền Long An           | Ngân hàng Công Thương       | Bộ Tư lệnh Thông tin  | Bưu điện Hà Nội             |

## Các mùa giải

### Mùa giải 2025
Vòng Chung kết Giải Bóng chuyền các đội mạnh cúp Hùng Vương năm 2025 có 8 đội bóng chuyền xuất sắc nhất tại Vòng 1 Giải Bóng chuyền vô địch quốc gia năm 2025.
Tại nội dung thi đấu của nữ, 4 đội bóng gồm: LP Bank Ninh Bình, VTV Bình Điền Long An, BC Thông tin - TCT Đông Bắc và Ngân hàng Công Thương chia làm 2 cặp thi đấu để chọn ra 2 đội xuất sắc nhất vào chơi trận chung kết (diễn ra vào lúc 21h00 ngày 7/4).
Nội dung của nam là cuộc tranh tài của 4 đội: Công an TP. Hồ Chí Minh, Biên Phòng MB, Thể Công Tân Cảng và Đà Nẵng. 4 đội cũng được chia thành 2 cặp đấu để chọn ra 2 đội xuất sắc nhất vào chơi trận chung kết (diễn ra vào lúc 21h00 ngày 8/4).
Kết quả chung cuộc:

#### Kết quả Nam
|  | Bán kết                 | Bán kết       |                         |   | Chung kết | Chung kết |
|  |                         |               |                         |   |           |           |
|  | 3 tháng 4               |               |                         |   |           |           |
|  |                         |               |                         |   |           |           |
|  | Công an TP. Hồ Chí Minh | 3             |                         |   |           |           |
|  | Công an TP. Hồ Chí Minh | 3             | 8 tháng 4               |   |           |           |
|  | Đà Nẵng                 | 0             |                         |   |           |           |
|  | Đà Nẵng                 | 0             | Công an TP. Hồ Chí Minh | 2 |           |           |
|  | 6 tháng 4               |               | Công an TP. Hồ Chí Minh | 2 |           |           |
|  |                         | Biên Phòng MB | 3                       |   |           |           |
|  | Biên Phòng MB           | Biên Phòng MB | 3                       | 3 |           |           |
|  | Biên Phòng MB           |               |                         | 3 |           |           |
|  | Thể Công Tân Cảng       | 2             |                         |   |           |           |
|  | Thể Công Tân Cảng       | 2             | Trận tranh hạng 3       |   |           |           |
|  |                         |               |                         |   |           |           |
|  | 7 tháng 4               |               |                         |   |           |           |
|  |                         |               |                         |   |           |           |
|  | Đà Nẵng                 | 0             |                         |   |           |           |
|  | Đà Nẵng                 | 0             |                         |   |           |           |
|  | Thể Công Tân Cảng       | 3             |                         |   |           |           |

Bán kết Nam
| Ngày      | Thời gian |                         | Điểm |                   | Set 1 | Set 2 | Set 3 | Set 4 | Set 5 | Tổng    | Nguồn     |
| --------- | --------- | ----------------------- | ---- | ----------------- | ----- | ----- | ----- | ----- | ----- | ------- | --------- |
| 3 tháng 4 | 19:30     | Công an TP. Hồ Chí Minh | 3–0  | Đà Nẵng           | 25–19 | 25–21 | 25–22 |       |       | 75–62   | Trực tiếp |
| 6 tháng 4 | 21:00     | Biên Phòng MB           | 3–2  | Thể Công Tân Cảng | 17–25 | 25–20 | 20–25 | 25–19 | 18–16 | 105–105 | Trực tiếp |

Trận tranh hạng 3 Nam
| Ngày      | Thời gian |         | Điểm |                   | Set 1 | Set 2 | Set 3 | Set 4 | Set 5 | Tổng  | Nguồn     |
| --------- | --------- | ------- | ---- | ----------------- | ----- | ----- | ----- | ----- | ----- | ----- | --------- |
| 7 tháng 4 | 19:00     | Đà Nẵng | 0–3  | Thể Công Tân Cảng | 23–25 | 19–25 | 24–26 |       |       | 66–76 | Trực tiếp |

Chung kết Nam
| Ngày      | Thời gian |                         | Điểm |               | Set 1 | Set 2 | Set 3 | Set 4 | Set 5 | Tổng    | Nguồn     |
| --------- | --------- | ----------------------- | ---- | ------------- | ----- | ----- | ----- | ----- | ----- | ------- | --------- |
| 8 tháng 4 | 21:00     | Công an TP. Hồ Chí Minh | 2–3  | Biên Phòng MB | 24–26 | 22–25 | 25–19 | 25–23 | 13–15 | 109–108 | Trực tiếp |

#### Kết quả Nữ
|  | Bán kết               | Bán kết            |                   |   | Chung kết | Chung kết |
|  |                       |                    |                   |   |           |           |
|  | 3 tháng 4             |                    |                   |   |           |           |
|  |                       |                    |                   |   |           |           |
|  | LP Bank Ninh Bình     | 3                  |                   |   |           |           |
|  | LP Bank Ninh Bình     | 3                  | 7 tháng 4         |   |           |           |
|  | Ngân hàng Công Thương | 0                  |                   |   |           |           |
|  | Ngân hàng Công Thương | 0                  | LP Bank Ninh Bình | 3 |           |           |
|  | 6 tháng 4             |                    | LP Bank Ninh Bình | 3 |           |           |
|  |                       | Thông tin Đông Bắc | 0                 |   |           |           |
|  | VTV Bình Điền Long An | Thông tin Đông Bắc | 0                 | 1 |           |           |
|  | VTV Bình Điền Long An |                    |                   | 1 |           |           |
|  | Thông tin Đông Bắc    | 3                  |                   |   |           |           |
|  | Thông tin Đông Bắc    | 3                  | Trận tranh hạng 3 |   |           |           |
|  |                       |                    |                   |   |           |           |
|  | 8 tháng 4             |                    |                   |   |           |           |
|  |                       |                    |                   |   |           |           |
|  | Ngân hàng Công Thương | 1                  |                   |   |           |           |
|  | Ngân hàng Công Thương | 1                  |                   |   |           |           |
|  | VTV Bình Điền Long An | 3                  |                   |   |           |           |

Bán kết Nữ
| Ngày      | Thời gian |                       | Điểm |                       | Set 1 | Set 2 | Set 3 | Set 4 | Set 5 | Tổng  | Nguồn     |
| --------- | --------- | --------------------- | ---- | --------------------- | ----- | ----- | ----- | ----- | ----- | ----- | --------- |
| 3 tháng 4 | 16:30     | LP Bank Ninh Bình     | 3–0  | Ngân hàng Công Thương | 25–20 | 25–14 | 25–17 |       |       | 75–51 | Trực tiếp |
| 6 tháng 4 | 19:00     | VTV Bình Điền Long An | 1–3  | Thông tin Đông Bắc    | 23–25 | 19–25 | 25–22 | 24–26 |       | 91–98 | Trực tiếp |

Trận tranh hạng 3 Nữ
| Ngày      | Thời gian |                       | Điểm |                       | Set 1 | Set 2 | Set 3 | Set 4 | Set 5 | Tổng  | Nguồn     |
| --------- | --------- | --------------------- | ---- | --------------------- | ----- | ----- | ----- | ----- | ----- | ----- | --------- |
| 8 tháng 4 | 19:00     | Ngân hàng Công Thương | 1–3  | VTV Bình Điền Long An | 23–25 | 22–25 | 25–23 | 15–25 |       | 85–98 | Trực tiếp |

Chung kết Nữ
| Ngày      | Thời gian |                   | Điểm |                    | Set 1 | Set 2 | Set 3 | Set 4 | Set 5 | Tổng  | Nguồn     |
| --------- | --------- | ----------------- | ---- | ------------------ | ----- | ----- | ----- | ----- | ----- | ----- | --------- |
| 7 tháng 4 | 21:00     | LP Bank Ninh Bình | 3–0  | Thông tin Đông Bắc | 25–14 | 25–21 | 25–14 |       |       | 75–49 | Trực tiếp |

#### Xếp hạng chung cuộc
| \| Thứ hạng \| Giải Nam \| Giải Nữ \| \| -------- \| ----------------------- \| --------------------------- \| \| 1 \| Biên Phòng MB \| LP Bank Ninh Bình \| \| 2 \| Công an TP. Hồ Chí Minh \| BC Thông tin - TCT Đông Bắc \| \| 3 \| Thể Công Tân Cảng \| VTV Bình Điền Long An \| \| 4 \| Đà Nẵng \| Ngân hàng Công Thương \| |                         |                             |
| Thứ hạng | Giải Nam                | Giải Nữ                     |
| 1 | Biên Phòng MB           | LP Bank Ninh Bình           |
| 2 | Công an TP. Hồ Chí Minh | BC Thông tin - TCT Đông Bắc |
| 3 | Thể Công Tân Cảng       | VTV Bình Điền Long An       |
| 4 | Đà Nẵng                 | Ngân hàng Công Thương       |

### Mùa giải 2024
Vòng Chung kết Giải Bóng chuyền các đội mạnh cúp Hùng Vương năm 2024 có 8 đội bóng chuyền xuất sắc nhất tại Giải Bóng chuyền vô địch quốc gia năm 2023.
Tại nội dung thi đấu của nữ, 4 đội bóng gồm: LP Bank Ninh Bình, HCĐG Lào Cai, VTV Bình Điền Long An và Binh chủng Thông tin - TTBP chia làm 2 cặp thi đấu để chọn ra 2 đội xuất sắc nhất vào chơi trận chung kết (diễn ra vào lúc 21h00 ngày 13/4).
Nội dung của nam là cuộc tranh tài của 4 đội: Sanest Khánh Hòa, Biên Phòng, Thể Công Tân Cảng và Hà Tĩnh. 4 đội cũng được chia thành 2 cặp đấu để chọn ra 2 đội xuất sắc nhất vào chơi trận chung kết (diễn ra vào lúc 21h00 ngày 14/4).
Kết quả chung cuộc:

#### Kết quả Nam
|  | Bán kết           | Bán kết    |                   |   | Chung kết | Chung kết |
|  |                   |            |                   |   |           |           |
|  | 11 tháng 4        |            |                   |   |           |           |
|  |                   |            |                   |   |           |           |
|  | Sanest Khánh Hòa  | 3          |                   |   |           |           |
|  | Sanest Khánh Hòa  | 3          | 14 tháng 4        |   |           |           |
|  | Hà Tĩnh           | 0          |                   |   |           |           |
|  | Hà Tĩnh           | 0          | Sanest Khánh Hòa  | 1 |           |           |
|  | 12 tháng 4        |            | Sanest Khánh Hòa  | 1 |           |           |
|  |                   | Biên Phòng | 3                 |   |           |           |
|  | Biên Phòng        | Biên Phòng | 3                 | 3 |           |           |
|  | Biên Phòng        |            |                   | 3 |           |           |
|  | Thể Công Tân Cảng | 0          |                   |   |           |           |
|  | Thể Công Tân Cảng | 0          | Trận tranh hạng 3 |   |           |           |
|  |                   |            |                   |   |           |           |
|  | 13 tháng 4        |            |                   |   |           |           |
|  |                   |            |                   |   |           |           |
|  | Hà Tĩnh           | 0          |                   |   |           |           |
|  | Hà Tĩnh           | 0          |                   |   |           |           |
|  | Thể Công Tân Cảng | 3          |                   |   |           |           |

Bán kết Nam
| Ngày       | Thời gian |                  | Điểm |                   | Set 1 | Set 2 | Set 3 | Set 4 | Set 5 | Tổng  | Nguồn     |
| ---------- | --------- | ---------------- | ---- | ----------------- | ----- | ----- | ----- | ----- | ----- | ----- | --------- |
| 11 tháng 4 | 19:30     | Sanest Khánh Hòa | 3–0  | Hà Tĩnh           | 25–22 | 25–18 | 25–18 |       |       | 75–58 | Trực tiếp |
| 12 tháng 4 | 21:00     | Biên Phòng       | 3–0  | Thể Công Tân Cảng | 25–21 | 27–25 | 25–19 |       |       | 77–65 | Trực tiếp |

Trận tranh hạng 3 Nam
| Ngày       | Thời gian |         | Điểm |                   | Set 1 | Set 2 | Set 3 | Set 4 | Set 5 | Tổng  | Nguồn     |
| ---------- | --------- | ------- | ---- | ----------------- | ----- | ----- | ----- | ----- | ----- | ----- | --------- |
| 13 tháng 4 | 19:00     | Hà Tĩnh | 0–3  | Thể Công Tân Cảng | 16–25 | 21–25 | 18–25 |       |       | 55–75 | Trực tiếp |

Chung kết Nam
| Ngày       | Thời gian |                  | Điểm |            | Set 1 | Set 2 | Set 3 | Set 4 | Set 5 | Tổng  | Nguồn     |
| ---------- | --------- | ---------------- | ---- | ---------- | ----- | ----- | ----- | ----- | ----- | ----- | --------- |
| 14 tháng 4 | 21:00     | Sanest Khánh Hòa | 1–3  | Biên Phòng | 25–15 | 12–25 | 22–25 | 21–25 |       | 80–90 | Trực tiếp |

#### Kết quả Nữ
|  | Bán kết               | Bán kết               |                   |   | Chung kết | Chung kết |
|  |                       |                       |                   |   |           |           |
|  | 11 tháng 4            |                       |                   |   |           |           |
|  |                       |                       |                   |   |           |           |
|  | LP Bank Ninh Bình     | 3                     |                   |   |           |           |
|  | LP Bank Ninh Bình     | 3                     | 13 tháng 4        |   |           |           |
|  | BC Thông tin - TTBP   | 0                     |                   |   |           |           |
|  | BC Thông tin - TTBP   | 0                     | LP Bank Ninh Bình | 1 |           |           |
|  | 12 tháng 4            |                       | LP Bank Ninh Bình | 1 |           |           |
|  |                       | VTV Bình Điền Long An | 3                 |   |           |           |
|  | HCĐG Lào Cai          | VTV Bình Điền Long An | 3                 | 1 |           |           |
|  | HCĐG Lào Cai          |                       |                   | 1 |           |           |
|  | VTV Bình Điền Long An | 3                     |                   |   |           |           |
|  | VTV Bình Điền Long An | 3                     | Trận tranh hạng 3 |   |           |           |
|  |                       |                       |                   |   |           |           |
|  | 14 tháng 4            |                       |                   |   |           |           |
|  |                       |                       |                   |   |           |           |
|  | BC Thông tin - TTBP   | 1                     |                   |   |           |           |
|  | BC Thông tin - TTBP   | 1                     |                   |   |           |           |
|  | HCĐG Lào Cai          | 3                     |                   |   |           |           |

Bán kết Nữ
| Ngày       | Thời gian |                   | Điểm |                       | Set 1 | Set 2 | Set 3 | Set 4 | Set 5 | Tổng  | Nguồn     |
| ---------- | --------- | ----------------- | ---- | --------------------- | ----- | ----- | ----- | ----- | ----- | ----- | --------- |
| 11 tháng 4 | 16:30     | LP Bank Ninh Bình | 3–0  | BC Thông tin - TTBP   | 25–21 | 26–24 | 25–21 |       |       | 76–66 | Trực tiếp |
| 12 tháng 4 | 19:00     | HCĐG Lào Cai      | 1–3  | VTV Bình Điền Long An | 25–23 | 20–25 | 16–25 | 19–25 |       | 80–98 | Trực tiếp |

Trận tranh hạng 3 Nữ
| Ngày       | Thời gian |                     | Điểm |              | Set 1 | Set 2 | Set 3 | Set 4 | Set 5 | Tổng  | Nguồn     |
| ---------- | --------- | ------------------- | ---- | ------------ | ----- | ----- | ----- | ----- | ----- | ----- | --------- |
| 14 tháng 4 | 19:00     | BC Thông tin - TTBP | 1–3  | HCĐG Lào Cai | 25–21 | 20–25 | 20–25 | 20–25 |       | 85–96 | Trực tiếp |

Chung kết Nữ
| Ngày       | Thời gian |                   | Điểm |                       | Set 1 | Set 2 | Set 3 | Set 4 | Set 5 | Tổng  | Nguồn     |
| ---------- | --------- | ----------------- | ---- | --------------------- | ----- | ----- | ----- | ----- | ----- | ----- | --------- |
| 13 tháng 4 | 21:00     | LP Bank Ninh Bình | 1–3  | VTV Bình Điền Long An | 23–25 | 21–25 | 25–19 | 17–25 |       | 86–94 | Trực tiếp |

#### Xếp hạng chung cuộc
| \| Thứ hạng \| Giải Nam \| Giải Nữ \| \| -------- \| ----------------- \| --------------------------- \| \| 1 \| Biên Phòng \| VTV Bình Điền Long An \| \| 2 \| Sanest Khánh Hòa \| LP Bank Ninh Bình \| \| 3 \| Thể Công Tân Cảng \| HCĐG Lào Cai \| \| 4 \| Hà Tĩnh \| Binh chủng Thông tin - TTBP \| |                   |                             |
| Thứ hạng | Giải Nam          | Giải Nữ                     |
| 1 | Biên Phòng        | VTV Bình Điền Long An       |
| 2 | Sanest Khánh Hòa  | LP Bank Ninh Bình           |
| 3 | Thể Công Tân Cảng | HCĐG Lào Cai                |
| 4 | Hà Tĩnh           | Binh chủng Thông tin - TTBP |

### Mùa giải 2023
Vòng Chung kết Giải Bóng chuyền các đội mạnh cúp Hùng Vương năm 2023 có 8 đội bóng chuyền xuất sắc nhất tại Vòng 1 Giải Bóng chuyền vô địch quốc gia năm 2023.
Tại nội dung thi đấu của nữ, 4 đội bóng gồm: Ninh Bình LVPB (nhất bảng A), Than Quảng Ninh (nhì bảng A), HCĐG Tia Sáng (nhất bảng B) và Bộ Tư lệnh Thông tin (nhì bảng B) chia làm 2 cặp thi đấu để chọn ra 2 đội xuất sắc nhất vào chơi trận chung kết (diễn ra vào lúc 21h00 ngày 25/3).
Nội dung của nam là cuộc tranh tài của 4 đội: Sanest Khánh Hòa (nhất bảng A), Đà Nẵng (nhì bảng A), Biên Phòng (nhất bảng B) và Thể Công Tân Cảng (nhì bảng B). 4 đội cũng được chia thành 2 cặp đấu để chọn ra 2 đội xuất sắc nhất vào chơi trận chung kết (diễn ra vào lúc 21h00 ngày 26/3).
Kết quả chung cuộc:

#### Kết quả Nam
|  | Bán kết           | Bán kết    |                   |   | Chung kết | Chung kết |
|  |                   |            |                   |   |           |           |
|  | 23 tháng 3        |            |                   |   |           |           |
|  |                   |            |                   |   |           |           |
|  | Sanest Khánh Hòa  | 3          |                   |   |           |           |
|  | Sanest Khánh Hòa  | 3          | 26 tháng 3        |   |           |           |
|  | Thể Công Tân Cảng | 0          |                   |   |           |           |
|  | Thể Công Tân Cảng | 0          | Sanest Khánh Hòa  | 1 |           |           |
|  | 24 tháng 3        |            | Sanest Khánh Hòa  | 1 |           |           |
|  |                   | Biên Phòng | 3                 |   |           |           |
|  | Biên Phòng        | Biên Phòng | 3                 | 3 |           |           |
|  | Biên Phòng        |            |                   | 3 |           |           |
|  | Đà Nẵng           | 1          |                   |   |           |           |
|  | Đà Nẵng           | 1          | Trận tranh hạng 3 |   |           |           |
|  |                   |            |                   |   |           |           |
|  | 25 tháng 3        |            |                   |   |           |           |
|  |                   |            |                   |   |           |           |
|  | Thể Công Tân Cảng | 3          |                   |   |           |           |
|  | Thể Công Tân Cảng | 3          |                   |   |           |           |
|  | Đà Nẵng           | 0          |                   |   |           |           |

Bán kết Nam
| Ngày       | Thời gian |                  | Điểm |                   | Set 1 | Set 2 | Set 3 | Set 4 | Set 5 | Tổng   | Nguồn     |
| ---------- | --------- | ---------------- | ---- | ----------------- | ----- | ----- | ----- | ----- | ----- | ------ | --------- |
| 23 tháng 3 | 21:30     | Sanest Khánh Hòa | 3–0  | Thể Công Tân Cảng | 25–19 | 25–21 | 25–20 |       |       | 75–60  | Trực tiếp |
| 24 tháng 3 | 21:00     | Biên Phòng       | 3–1  | Đà Nẵng           | 25–16 | 28–30 | 25–19 | 25–13 |       | 103–78 | Trực tiếp |

Trận tranh hạng 3 Nam
| Ngày       | Thời gian |                   | Điểm |         | Set 1 | Set 2 | Set 3 | Set 4 | Set 5 | Tổng  | Nguồn     |
| ---------- | --------- | ----------------- | ---- | ------- | ----- | ----- | ----- | ----- | ----- | ----- | --------- |
| 25 tháng 3 | 19:00     | Thể Công Tân Cảng | 3–0  | Đà Nẵng | 25–16 | 25–15 | 25–23 |       |       | 75–54 | Trực tiếp |

Chung kết Nam
| Ngày       | Thời gian |                  | Điểm |            | Set 1 | Set 2 | Set 3 | Set 4 | Set 5 | Tổng  | Nguồn     |
| ---------- | --------- | ---------------- | ---- | ---------- | ----- | ----- | ----- | ----- | ----- | ----- | --------- |
| 26 tháng 3 | 21:00     | Sanest Khánh Hòa | 1–3  | Biên Phòng | 23–25 | 15–25 | 25–23 | 19–25 |       | 82–98 | Trực tiếp |

#### Kết quả Nữ
|  | Bán kết              | Bán kết       |                   |   | Chung kết | Chung kết |
|  |                      |               |                   |   |           |           |
|  | 23 tháng 3           |               |                   |   |           |           |
|  |                      |               |                   |   |           |           |
|  | Ninh Bình LVPB       | 3             |                   |   |           |           |
|  | Ninh Bình LVPB       | 3             | 25 tháng 3        |   |           |           |
|  | Bộ Tư lệnh Thông tin | 2             |                   |   |           |           |
|  | Bộ Tư lệnh Thông tin | 2             | Ninh Bình LVPB    | 1 |           |           |
|  | 24 tháng 3           |               | Ninh Bình LVPB    | 1 |           |           |
|  |                      | HCĐG Tia Sáng | 3                 |   |           |           |
|  | HCĐG Tia Sáng        | HCĐG Tia Sáng | 3                 | 3 |           |           |
|  | HCĐG Tia Sáng        |               |                   | 3 |           |           |
|  | Than Quảng Ninh      | 0             |                   |   |           |           |
|  | Than Quảng Ninh      | 0             | Trận tranh hạng 3 |   |           |           |
|  |                      |               |                   |   |           |           |
|  | 26 tháng 3           |               |                   |   |           |           |
|  |                      |               |                   |   |           |           |
|  | Bộ Tư lệnh Thông tin | 3             |                   |   |           |           |
|  | Bộ Tư lệnh Thông tin | 3             |                   |   |           |           |
|  | Than Quảng Ninh      | 2             |                   |   |           |           |

Bán kết Nữ
| Ngày       | Thời gian |                | Điểm |                      | Set 1 | Set 2 | Set 3 | Set 4 | Set 5 | Tổng   | Nguồn     |
| ---------- | --------- | -------------- | ---- | -------------------- | ----- | ----- | ----- | ----- | ----- | ------ | --------- |
| 23 tháng 3 | 19:30     | Ninh Bình LVPB | 3–2  | Bộ Tư lệnh Thông tin | 25–10 | 19–25 | 25–20 | 19–25 | 15–7  | 103–87 | Trực tiếp |
| 24 tháng 3 | 19:00     | HCĐG Tia Sáng  | 3–0  | Than Quảng Ninh      | 25–18 | 25–16 | 25–20 |       |       | 75–54  | Trực tiếp |

Trận tranh hạng 3 Nữ
| Ngày       | Thời gian |                      | Điểm |                 | Set 1 | Set 2 | Set 3 | Set 4 | Set 5 | Tổng   | Nguồn     |
| ---------- | --------- | -------------------- | ---- | --------------- | ----- | ----- | ----- | ----- | ----- | ------ | --------- |
| 26 tháng 3 | 19:00     | Bộ Tư lệnh Thông tin | 3–2  | Than Quảng Ninh | 21–25 | 24–26 | 25–15 | 25–22 | 15–8  | 110–96 | Trực tiếp |

Chung kết Nữ
| Ngày       | Thời gian |                | Điểm |               | Set 1 | Set 2 | Set 3 | Set 4 | Set 5 | Tổng  | Nguồn     |
| ---------- | --------- | -------------- | ---- | ------------- | ----- | ----- | ----- | ----- | ----- | ----- | --------- |
| 25 tháng 3 | 21:00     | Ninh Bình LVPB | 1–3  | HCĐG Tia Sáng | 19–25 | 18–25 | 25–21 | 23–25 |       | 85–96 | Trực tiếp |

#### Xếp hạng chung cuộc
| \| Thứ hạng \| Giải Nam \| Giải Nữ \| \| -------- \| ----------------- \| -------------------- \| \| 1 \| Biên Phòng \| HCĐG Tia Sáng \| \| 2 \| Sanest Khánh Hòa \| Ninh Bình LVPB \| \| 3 \| Thể Công Tân Cảng \| Bộ Tư lệnh Thông tin \| \| 4 \| Đà Nẵng \| Than Quảng Ninh \| |                   |                      |
| Thứ hạng | Giải Nam          | Giải Nữ              |
| 1 | Biên Phòng        | HCĐG Tia Sáng        |
| 2 | Sanest Khánh Hòa  | Ninh Bình LVPB       |
| 3 | Thể Công Tân Cảng | Bộ Tư lệnh Thông tin |
| 4 | Đà Nẵng           | Than Quảng Ninh      |

### Mùa giải 2021
Vòng Chung kết Giải Bóng chuyền các đội mạnh cúp Hùng Vương năm 2021 có 8 đội bóng chuyền xuất sắc nhất tại Vòng 1 Giải Bóng chuyền vô địch quốc gia năm 2021.
Tại nội dung thi đấu của nữ, 4 đội bóng gồm: Bộ Tư lệnh Thông tin - FLC (nhất bảng A), Ninh Bình Doveco (nhì bảng A), HCĐG Hà Nội (nhất bảng B) và VTV Bình Điền Long An (nhì bảng B) chia làm 2 cặp thi đấu để chọn ra 2 đội xuất sắc nhất vào chơi trận chung kết (diễn ra vào lúc 21h00 ngày 20/4).
Nội dung của nam là cuộc tranh tài của 4 đội: Tràng An Ninh Bình (nhất bảng A), Hà Tĩnh (nhì bảng A), Sanest Khánh Hòa (nhất bảng B) và Thể Công (nhì bảng B). 4 đội cũng được chia thành 2 cặp đấu để chọn ra 2 đội xuất sắc nhất vào chơi trận chung kết (diễn ra vào lúc 21h00 ngày 21/4).
Kết quả chung cuộc:

#### Kết quả Nam
|  | Bán kết            | Bán kết          |                    |   | Chung kết | Chung kết |
|  |                    |                  |                    |   |           |           |
|  | 18 tháng 4         |                  |                    |   |           |           |
|  |                    |                  |                    |   |           |           |
|  | Tràng An Ninh Bình | 3                |                    |   |           |           |
|  | Tràng An Ninh Bình | 3                | 21 tháng 4         |   |           |           |
|  | Thể Công           | 2                |                    |   |           |           |
|  | Thể Công           | 2                | Tràng An Ninh Bình | 1 |           |           |
|  | 19 tháng 4         |                  | Tràng An Ninh Bình | 1 |           |           |
|  |                    | Sanest Khánh Hòa | 3                  |   |           |           |
|  | Sanest Khánh Hòa   | Sanest Khánh Hòa | 3                  | 3 |           |           |
|  | Sanest Khánh Hòa   |                  |                    | 3 |           |           |
|  | Hà Tĩnh            | 1                |                    |   |           |           |
|  | Hà Tĩnh            | 1                | Trận tranh hạng 3  |   |           |           |
|  |                    |                  |                    |   |           |           |
|  | 20 tháng 4         |                  |                    |   |           |           |
|  |                    |                  |                    |   |           |           |
|  | Thể Công           | 3                |                    |   |           |           |
|  | Thể Công           | 3                |                    |   |           |           |
|  | Hà Tĩnh            | 0                |                    |   |           |           |

Bán kết Nam
| Ngày       | Thời gian |                    | Điểm |          | Set 1 | Set 2 | Set 3 | Set 4 | Set 5 | Tổng   | Nguồn     |
| ---------- | --------- | ------------------ | ---- | -------- | ----- | ----- | ----- | ----- | ----- | ------ | --------- |
| 18 tháng 4 | 21:00     | Tràng An Ninh Bình | 3–2  | Thể Công | 25–16 | 25–14 | 22–25 | 18–25 | 15–13 | 105–93 | Trực tiếp |
| 19 tháng 4 | 21:00     | Sanest Khánh Hòa   | 3–1  | Hà Tĩnh  | 22–25 | 25–17 | 25–13 | 25–14 |       | 97–69  | Trực tiếp |

Trận tranh hạng 3 Nam
| Ngày       | Thời gian |          | Điểm |         | Set 1 | Set 2 | Set 3 | Set 4 | Set 5 | Tổng  | Nguồn     |
| ---------- | --------- | -------- | ---- | ------- | ----- | ----- | ----- | ----- | ----- | ----- | --------- |
| 20 tháng 4 | 19:00     | Thể Công | 3–0  | Hà Tĩnh | 25–22 | 25–17 | 25–20 |       |       | 75–59 | Trực tiếp |

Chung kết Nam
| Ngày       | Thời gian |                    | Điểm |                  | Set 1 | Set 2 | Set 3 | Set 4 | Set 5 | Tổng  | Nguồn     |
| ---------- | --------- | ------------------ | ---- | ---------------- | ----- | ----- | ----- | ----- | ----- | ----- | --------- |
| 21 tháng 4 | 21:00     | Tràng An Ninh Bình | 1–3  | Sanest Khánh Hòa | 20–25 | 25–27 | 25–14 | 22–25 |       | 92–91 | Trực tiếp |

#### Kết quả Nữ
|  | Bán kết                    | Bán kết     |                       |   | Chung kết | Chung kết |
|  |                            |             |                       |   |           |           |
|  | 18 tháng 4                 |             |                       |   |           |           |
|  |                            |             |                       |   |           |           |
|  | Bộ Tư lệnh Thông tin - FLC | 0           |                       |   |           |           |
|  | Bộ Tư lệnh Thông tin - FLC | 0           | 20 tháng 4            |   |           |           |
|  | VTV Bình Điền Long An      | 3           |                       |   |           |           |
|  | VTV Bình Điền Long An      | 3           | VTV Bình Điền Long An | 3 |           |           |
|  | 19 tháng 4                 |             | VTV Bình Điền Long An | 3 |           |           |
|  |                            | HCĐG Hà Nội | 1                     |   |           |           |
|  | HCĐG Hà Nội                | HCĐG Hà Nội | 1                     | 3 |           |           |
|  | HCĐG Hà Nội                |             |                       | 3 |           |           |
|  | Ninh Bình Doveco           | 1           |                       |   |           |           |
|  | Ninh Bình Doveco           | 1           | Trận tranh hạng 3     |   |           |           |
|  |                            |             |                       |   |           |           |
|  | 21 tháng 4                 |             |                       |   |           |           |
|  |                            |             |                       |   |           |           |
|  | Bộ Tư lệnh Thông tin - FLC | 2           |                       |   |           |           |
|  | Bộ Tư lệnh Thông tin - FLC | 2           |                       |   |           |           |
|  | Ninh Bình Doveco           | 3           |                       |   |           |           |

Bán kết Nữ
| Ngày       | Thời gian |                            | Điểm |                       | Set 1 | Set 2 | Set 3 | Set 4 | Set 5 | Tổng   | Nguồn     |
| ---------- | --------- | -------------------------- | ---- | --------------------- | ----- | ----- | ----- | ----- | ----- | ------ | --------- |
| 18 tháng 4 | 19:00     | Bộ Tư lệnh Thông tin - FLC | 0–3  | VTV Bình Điền Long An | 12–25 | 25–27 | 20–25 |       |       | 57–77  | Trực tiếp |
| 19 tháng 4 | 19:00     | HCĐG Hà Nội                | 3–1  | Ninh Bình Doveco      | 25–21 | 25–18 | 26–28 | 25–18 |       | 101–85 | Trực tiếp |

Trận tranh hạng 3 Nữ
| Ngày       | Thời gian |                            | Điểm |                  | Set 1 | Set 2 | Set 3 | Set 4 | Set 5 | Tổng    | Nguồn     |
| ---------- | --------- | -------------------------- | ---- | ---------------- | ----- | ----- | ----- | ----- | ----- | ------- | --------- |
| 21 tháng 4 | 19:00     | Bộ Tư lệnh Thông tin - FLC | 2–3  | Ninh Bình Doveco | 25–23 | 19–25 | 25–20 | 19–25 | 12–15 | 100–108 | Trực tiếp |

Chung kết Nữ
| Ngày       | Thời gian |                       | Điểm |             | Set 1 | Set 2 | Set 3 | Set 4 | Set 5 | Tổng  | Nguồn     |
| ---------- | --------- | --------------------- | ---- | ----------- | ----- | ----- | ----- | ----- | ----- | ----- | --------- |
| 20 tháng 4 | 21:00     | VTV Bình Điền Long An | 3–1  | HCĐG Hà Nội | 25–17 | 23–25 | 25–16 | 25–19 |       | 98–77 | Trực tiếp |

#### Xếp hạng chung cuộc
| \| Thứ hạng \| Giải Nam \| Giải Nữ \| \| -------- \| ------------------ \| -------------------------- \| \| 1 \| Sanest Khánh Hòa \| VTV Bình Điền Long An \| \| 2 \| Tràng An Ninh Bình \| HCĐG Hà Nội \| \| 3 \| Thể Công \| Ninh Bình Doveco \| \| 4 \| Hà Tĩnh \| Bộ Tư lệnh Thông tin - FLC \| |                    |                            |
| Thứ hạng | Giải Nam           | Giải Nữ                    |
| 1 | Sanest Khánh Hòa   | VTV Bình Điền Long An      |
| 2 | Tràng An Ninh Bình | HCĐG Hà Nội                |
| 3 | Thể Công           | Ninh Bình Doveco           |
| 4 | Hà Tĩnh            | Bộ Tư lệnh Thông tin - FLC |

### Mùa giải 2019
Vòng Chung kết Giải Bóng chuyền các đội mạnh cúp Hùng Vương năm 2019 có 8 đội bóng chuyền xuất sắc nhất tại Vòng 1 Giải Bóng chuyền vô địch quốc gia năm 2019.
Tại nội dung thi đấu của nữ, 4 đội bóng gồm: VTV Bình Điền Long An (nhất bảng A), Ngân hàng Công Thương (nhì bảng A), Thông tin LVPB (nhất bảng B) và Kingphar Quảng Ninh (nhì bảng B) chia làm 2 cặp thi đấu để chọn ra 2 đội xuất sắc nhất vào chơi trận chung kết (diễn ra vào lúc 21h00 ngày 13/4).
Nội dung của nam là cuộc tranh tài của 4 đội: Sanest Khánh Hòa (nhất bảng A), TP. Hồ Chí Minh (nhì bảng A), Tràng An Ninh Bình (nhất bảng B) và VLXD Bình Dương (nhì bảng B). 4 đội cũng được chia thành 2 cặp đấu để chọn ra 2 đội xuất sắc nhất vào chơi trận chung kết (diễn ra vào lúc 21h00 ngày 14/4).
Kết quả chung cuộc:

#### Kết quả Nam
|  | Bán kết            | Bán kết            |                   |   | Chung kết | Chung kết |
|  |                    |                    |                   |   |           |           |
|  | 11 tháng 4         |                    |                   |   |           |           |
|  |                    |                    |                   |   |           |           |
|  | Sanest Khánh Hòa   | 3                  |                   |   |           |           |
|  | Sanest Khánh Hòa   | 3                  | 14 tháng 4        |   |           |           |
|  | VLXD Bình Dương    | 1                  |                   |   |           |           |
|  | VLXD Bình Dương    | 1                  | Sanest Khánh Hòa  | 3 |           |           |
|  | 12 tháng 4         |                    | Sanest Khánh Hòa  | 3 |           |           |
|  |                    | Tràng An Ninh Bình | 0                 |   |           |           |
|  | Tràng An Ninh Bình | Tràng An Ninh Bình | 0                 | 3 |           |           |
|  | Tràng An Ninh Bình |                    |                   | 3 |           |           |
|  | TP. Hồ Chí Minh    | 0                  |                   |   |           |           |
|  | TP. Hồ Chí Minh    | 0                  | Trận tranh hạng 3 |   |           |           |
|  |                    |                    |                   |   |           |           |
|  | 13 tháng 4         |                    |                   |   |           |           |
|  |                    |                    |                   |   |           |           |
|  | VLXD Bình Dương    | 3                  |                   |   |           |           |
|  | VLXD Bình Dương    | 3                  |                   |   |           |           |
|  | TP. Hồ Chí Minh    | 2                  |                   |   |           |           |

Bán kết Nam
| Ngày       | Thời gian |                    | Điểm |                 | Set 1 | Set 2 | Set 3 | Set 4 | Set 5 | Tổng  | Nguồn     |
| ---------- | --------- | ------------------ | ---- | --------------- | ----- | ----- | ----- | ----- | ----- | ----- | --------- |
| 11 tháng 4 | 20:45     | Sanest Khánh Hòa   | 3–1  | VLXD Bình Dương | 25–20 | 25–21 | 18–25 | 25–23 |       | 93–89 | Trực tiếp |
| 12 tháng 4 | 21:00     | Tràng An Ninh Bình | 3–0  | TP. Hồ Chí Minh | 25–20 | 25–22 | 25–21 |       |       | 75–63 | Trực tiếp |

Trận tranh hạng 3 Nam
| Ngày       | Thời gian |                 | Điểm |                 | Set 1 | Set 2 | Set 3 | Set 4 | Set 5 | Tổng    | Nguồn     |
| ---------- | --------- | --------------- | ---- | --------------- | ----- | ----- | ----- | ----- | ----- | ------- | --------- |
| 13 tháng 4 | 19:00     | VLXD Bình Dương | 3–2  | TP. Hồ Chí Minh | 18–25 | 20–25 | 25–23 | 25–20 | 15–13 | 103–106 | Trực tiếp |

Chung kết Nam
| Ngày       | Thời gian |                  | Điểm |                    | Set 1 | Set 2 | Set 3 | Set 4 | Set 5 | Tổng  | Nguồn     |
| ---------- | --------- | ---------------- | ---- | ------------------ | ----- | ----- | ----- | ----- | ----- | ----- | --------- |
| 14 tháng 4 | 21:00     | Sanest Khánh Hòa | 3–0  | Tràng An Ninh Bình | 30–28 | 25–22 | 25–18 |       |       | 80–68 | Trực tiếp |

#### Kết quả Nữ
|  | Bán kết               | Bán kết               |                       |   | Chung kết | Chung kết |
|  |                       |                       |                       |   |           |           |
|  | 11 tháng 4            |                       |                       |   |           |           |
|  |                       |                       |                       |   |           |           |
|  | VTV Bình Điền Long An | 3                     |                       |   |           |           |
|  | VTV Bình Điền Long An | 3                     | 13 tháng 4            |   |           |           |
|  | Kingphar Quảng Ninh   | 1                     |                       |   |           |           |
|  | Kingphar Quảng Ninh   | 1                     | VTV Bình Điền Long An | 3 |           |           |
|  | 12 tháng 4            |                       | VTV Bình Điền Long An | 3 |           |           |
|  |                       | Ngân hàng Công Thương | 0                     |   |           |           |
|  | Thông tin LVPB        | Ngân hàng Công Thương | 0                     | 1 |           |           |
|  | Thông tin LVPB        |                       |                       | 1 |           |           |
|  | Ngân hàng Công Thương | 3                     |                       |   |           |           |
|  | Ngân hàng Công Thương | 3                     | Trận tranh hạng 3     |   |           |           |
|  |                       |                       |                       |   |           |           |
|  | 14 tháng 4            |                       |                       |   |           |           |
|  |                       |                       |                       |   |           |           |
|  | Kingphar Quảng Ninh   | 1                     |                       |   |           |           |
|  | Kingphar Quảng Ninh   | 1                     |                       |   |           |           |
|  | Thông tin LVPB        | 3                     |                       |   |           |           |

Bán kết Nữ
| Ngày       | Thời gian |                       | Điểm |                       | Set 1 | Set 2 | Set 3 | Set 4 | Set 5 | Tổng  | Nguồn     |
| ---------- | --------- | --------------------- | ---- | --------------------- | ----- | ----- | ----- | ----- | ----- | ----- | --------- |
| 11 tháng 4 | 18:00     | VTV Bình Điền Long An | 3–1  | Kingphar Quảng Ninh   | 25–22 | 25–22 | 18–25 | 25–17 |       | 93–86 | Trực tiếp |
| 12 tháng 4 | 19:00     | Thông tin LVPB        | 1–3  | Ngân hàng Công Thương | 25–16 | 21–25 | 17–25 | 22–25 |       | 85–91 | Trực tiếp |

Trận tranh hạng 3 Nữ
| Ngày       | Thời gian |                     | Điểm |                | Set 1 | Set 2 | Set 3 | Set 4 | Set 5 | Tổng  | Nguồn     |
| ---------- | --------- | ------------------- | ---- | -------------- | ----- | ----- | ----- | ----- | ----- | ----- | --------- |
| 14 tháng 4 | 19:00     | Kingphar Quảng Ninh | 1–3  | Thông tin LVPB | 22–25 | 18–25 | 25–21 | 17–25 |       | 82–96 | Trực tiếp |

Chung kết Nữ
| Ngày       | Thời gian |                       | Điểm |                       | Set 1 | Set 2 | Set 3 | Set 4 | Set 5 | Tổng  | Nguồn     |
| ---------- | --------- | --------------------- | ---- | --------------------- | ----- | ----- | ----- | ----- | ----- | ----- | --------- |
| 13 tháng 4 | 21:00     | VTV Bình Điền Long An | 3–0  | Ngân hàng Công Thương | 25–18 | 26–24 | 25–22 |       |       | 76–64 | Trực tiếp |

#### Xếp hạng chung cuộc
| \| Thứ hạng \| Giải Nam \| Giải Nữ \| \| -------- \| ------------------ \| --------------------- \| \| 1 \| Sanest Khánh Hòa \| VTV Bình Điền Long An \| \| 2 \| Tràng An Ninh Bình \| Ngân hàng Công Thương \| \| 3 \| VLXD Bình Dương \| Thông tin LVPB \| \| 4 \| TP. Hồ Chí Minh \| Kingphar Quảng Ninh \| |                    |                       |
| Thứ hạng | Giải Nam           | Giải Nữ               |
| 1 | Sanest Khánh Hòa   | VTV Bình Điền Long An |
| 2 | Tràng An Ninh Bình | Ngân hàng Công Thương |
| 3 | VLXD Bình Dương    | Thông tin LVPB        |
| 4 | TP. Hồ Chí Minh    | Kingphar Quảng Ninh   |

### Mùa giải 2018
Vòng Chung kết Giải Bóng chuyền các đội mạnh cúp Hùng Vương năm 2018 có 8 đội bóng chuyền xuất sắc nhất tại Vòng 1 Giải Bóng chuyền vô địch quốc gia năm 2018.
Tại nội dung thi đấu của nữ, 4 đội bóng gồm: Thông tin LVPB (nhất bảng A), Tiến Nông Thanh Hóa (nhì bảng A), VTV Bình Điền Long An (nhất bảng B) và Ngân hàng Công Thương (nhì bảng B) chia làm 2 cặp thi đấu để chọn ra 2 đội xuất sắc nhất vào chơi trận chung kết (diễn ra vào lúc 21h00 ngày 26/4).
Nội dung của nam là cuộc tranh tài của 4 đội: Thể Công (nhất bảng A), Biên Phòng (nhì bảng A), TP. Hồ Chí Minh (nhất bảng B) và Tràng An Ninh Bình (nhì bảng B). 4 đội cũng được chia thành 2 cặp đấu để chọn ra 2 đội xuất sắc nhất vào chơi trận chung kết (diễn ra vào lúc 21h00 ngày 27/4).
Kết quả chung cuộc:

#### Kết quả Nam
|  | Bán kết            | Bán kết    |                    |   | Chung kết | Chung kết |
|  |                    |            |                    |   |           |           |
|  | 24 tháng 4         |            |                    |   |           |           |
|  |                    |            |                    |   |           |           |
|  | Thể Công           | 2          |                    |   |           |           |
|  | Thể Công           | 2          | 27 tháng 4         |   |           |           |
|  | Tràng An Ninh Bình | 3          |                    |   |           |           |
|  | Tràng An Ninh Bình | 3          | Tràng An Ninh Bình | 3 |           |           |
|  | 25 tháng 4         |            | Tràng An Ninh Bình | 3 |           |           |
|  |                    | Biên Phòng | 0                  |   |           |           |
|  | TP. Hồ Chí Minh    | Biên Phòng | 0                  | 2 |           |           |
|  | TP. Hồ Chí Minh    |            |                    | 2 |           |           |
|  | Biên Phòng         | 3          |                    |   |           |           |
|  | Biên Phòng         | 3          | Trận tranh hạng 3  |   |           |           |
|  |                    |            |                    |   |           |           |
|  | 26 tháng 4         |            |                    |   |           |           |
|  |                    |            |                    |   |           |           |
|  | Thể Công           | 1          |                    |   |           |           |
|  | Thể Công           | 1          |                    |   |           |           |
|  | TP. Hồ Chí Minh    | 3          |                    |   |           |           |

Bán kết Nam
| Ngày       | Thời gian |                 | Điểm |                    | Set 1 | Set 2 | Set 3 | Set 4 | Set 5 | Tổng    | Nguồn |
| ---------- | --------- | --------------- | ---- | ------------------ | ----- | ----- | ----- | ----- | ----- | ------- | ----- |
| 24 tháng 4 | 21:00     | Thể Công        | 2–3  | Tràng An Ninh Bình | 22–25 | 30–28 | 25–19 | 21–25 | 9–15  | 107–112 |       |
| 25 tháng 4 | 21:00     | TP. Hồ Chí Minh | 2–3  | Biên Phòng         | 23–25 | 21–25 | 25–13 | 25–22 | 13–15 | 107–100 |       |

Trận tranh hạng 3 Nam
| Ngày       | Thời gian |          | Điểm |                 | Set 1 | Set 2 | Set 3 | Set 4 | Set 5 | Tổng  | Nguồn |
| ---------- | --------- | -------- | ---- | --------------- | ----- | ----- | ----- | ----- | ----- | ----- | ----- |
| 26 tháng 4 | 19:00     | Thể Công | 1–3  | TP. Hồ Chí Minh | 17–25 | 25–20 | 19–25 | 17–25 |       | 78–95 |       |

Chung kết Nam
| Ngày       | Thời gian |                    | Điểm |            | Set 1 | Set 2 | Set 3 | Set 4 | Set 5 | Tổng  | Nguồn |
| ---------- | --------- | ------------------ | ---- | ---------- | ----- | ----- | ----- | ----- | ----- | ----- | ----- |
| 27 tháng 4 | 21:00     | Tràng An Ninh Bình | 3–0  | Biên Phòng | 25–16 | 25–23 | 25–23 |       |       | 75–62 |       |

#### Kết quả Nữ
|  | Bán kết               | Bán kết               |                   |   | Chung kết | Chung kết |
|  |                       |                       |                   |   |           |           |
|  | 24 tháng 4            |                       |                   |   |           |           |
|  |                       |                       |                   |   |           |           |
|  | Thông tin LVPB        | 3                     |                   |   |           |           |
|  | Thông tin LVPB        | 3                     | 26 tháng 4        |   |           |           |
|  | Ngân hàng Công Thương | 1                     |                   |   |           |           |
|  | Ngân hàng Công Thương | 1                     | Thông tin LVPB    | 0 |           |           |
|  | 25 tháng 4            |                       | Thông tin LVPB    | 0 |           |           |
|  |                       | VTV Bình Điền Long An | 3                 |   |           |           |
|  | VTV Bình Điền Long An | VTV Bình Điền Long An | 3                 | 3 |           |           |
|  | VTV Bình Điền Long An |                       |                   | 3 |           |           |
|  | Tiến Nông Thanh Hóa   | 0                     |                   |   |           |           |
|  | Tiến Nông Thanh Hóa   | 0                     | Trận tranh hạng 3 |   |           |           |
|  |                       |                       |                   |   |           |           |
|  | 27 tháng 4            |                       |                   |   |           |           |
|  |                       |                       |                   |   |           |           |
|  | Ngân hàng Công Thương | 3                     |                   |   |           |           |
|  | Ngân hàng Công Thương | 3                     |                   |   |           |           |
|  | Tiến Nông Thanh Hóa   | 1                     |                   |   |           |           |

Bán kết Nữ
| Ngày       | Thời gian |                       | Điểm |                       | Set 1 | Set 2 | Set 3 | Set 4 | Set 5 | Tổng  | Nguồn |
| ---------- | --------- | --------------------- | ---- | --------------------- | ----- | ----- | ----- | ----- | ----- | ----- | ----- |
| 24 tháng 4 | 18:00     | Thông tin LVPB        | 3–1  | Ngân hàng Công Thương | 19–25 | 25–19 | 25–19 | 25–22 |       | 94–85 |       |
| 25 tháng 4 | 19:00     | VTV Bình Điền Long An | 3–0  | Tiến Nông Thanh Hóa   | 25–9  | 25–15 | 25–17 |       |       | 75–41 |       |

Trận tranh hạng 3 Nữ
| Ngày       | Thời gian |                       | Điểm |                     | Set 1 | Set 2 | Set 3 | Set 4 | Set 5 | Tổng  | Nguồn |
| ---------- | --------- | --------------------- | ---- | ------------------- | ----- | ----- | ----- | ----- | ----- | ----- | ----- |
| 27 tháng 4 | 19:00     | Ngân hàng Công Thương | 3–1  | Tiến Nông Thanh Hóa | 26–24 | 18–25 | 25–15 | 25–12 |       | 94–76 |       |

Chung kết Nữ
| Ngày       | Thời gian |                | Điểm |                       | Set 1 | Set 2 | Set 3 | Set 4 | Set 5 | Tổng  | Nguồn |
| ---------- | --------- | -------------- | ---- | --------------------- | ----- | ----- | ----- | ----- | ----- | ----- | ----- |
| 26 tháng 4 | 21:00     | Thông tin LVPB | 0–3  | VTV Bình Điền Long An | 20–25 | 21–25 | 19–25 |       |       | 60–75 |       |

#### Xếp hạng chung cuộc
| \| Thứ hạng \| Giải Nam \| Giải Nữ \| \| -------- \| ------------------ \| --------------------- \| \| 1 \| Tràng An Ninh Bình \| VTV Bình Điền Long An \| \| 2 \| Biên Phòng \| Thông tin LVPB \| \| 3 \| TP. Hồ Chí Minh \| Ngân hàng Công Thương \| \| 4 \| Thể Công \| Tiến Nông Thanh Hóa \| |                    |                       |
| Thứ hạng | Giải Nam           | Giải Nữ               |
| 1 | Tràng An Ninh Bình | VTV Bình Điền Long An |
| 2 | Biên Phòng         | Thông tin LVPB        |
| 3 | TP. Hồ Chí Minh    | Ngân hàng Công Thương |
| 4 | Thể Công           | Tiến Nông Thanh Hóa   |

### Mùa giải 2017
Vòng Chung kết Giải Bóng chuyền các đội mạnh cúp Hùng Vương năm 2017 có 8 đội bóng chuyền xuất sắc nhất tại Vòng 1 Giải Bóng chuyền vô địch quốc gia năm 2017.
Tại nội dung thi đấu của nữ, 4 đội bóng gồm: VTV Bình Điền Long An (nhất bảng A), Thông tin LVPB (nhì bảng A), Ngân hàng Công Thương (nhất bảng B) và PVD Thái Bình (nhì bảng B) chia làm 2 cặp thi đấu để chọn ra 2 đội xuất sắc nhất vào chơi trận chung kết (diễn ra vào lúc 21h00 ngày 7/4).
Nội dung của nam là cuộc tranh tài của 4 đội: Quân đoàn 4 (nhất bảng A), Thể Công (nhì bảng A), Sanest Khánh Hòa (nhất bảng B) và Tràng An Ninh Bình (nhì bảng B). 4 đội cũng được chia thành 2 cặp đấu để chọn ra 2 đội xuất sắc nhất vào chơi trận chung kết (diễn ra vào lúc 21h00 ngày 8/4).
Kết quả chung cuộc:

#### Kết quả Nam
|  | Bán kết            | Bán kết          |                   |   | Chung kết | Chung kết |
|  |                    |                  |                   |   |           |           |
|  | 5 tháng 4          |                  |                   |   |           |           |
|  |                    |                  |                   |   |           |           |
|  | Quân đoàn 4        | 3                |                   |   |           |           |
|  | Quân đoàn 4        | 3                | 8 tháng 4         |   |           |           |
|  | Tràng An Ninh Bình | 1                |                   |   |           |           |
|  | Tràng An Ninh Bình | 1                | Quân đoàn 4       | 1 |           |           |
|  | 6 tháng 4          |                  | Quân đoàn 4       | 1 |           |           |
|  |                    | Sanest Khánh Hòa | 3                 |   |           |           |
|  | Sanest Khánh Hòa   | Sanest Khánh Hòa | 3                 | 3 |           |           |
|  | Sanest Khánh Hòa   |                  |                   | 3 |           |           |
|  | Thể Công           | 1                |                   |   |           |           |
|  | Thể Công           | 1                | Trận tranh hạng 3 |   |           |           |
|  |                    |                  |                   |   |           |           |
|  | 7 tháng 4          |                  |                   |   |           |           |
|  |                    |                  |                   |   |           |           |
|  | Tràng An Ninh Bình | 1                |                   |   |           |           |
|  | Tràng An Ninh Bình | 1                |                   |   |           |           |
|  | Thể Công           | 3                |                   |   |           |           |

Bán kết Nam
| Ngày      | Thời gian |                  | Điểm |                    | Set 1 | Set 2 | Set 3 | Set 4 | Set 5 | Tổng  | Nguồn |
| --------- | --------- | ---------------- | ---- | ------------------ | ----- | ----- | ----- | ----- | ----- | ----- | ----- |
| 5 tháng 4 | 21:00     | Quân đoàn 4      | 3–1  | Tràng An Ninh Bình | 19–25 | 25–21 | 25–21 | 25–19 |       | 94–86 |       |
| 6 tháng 4 | 21:00     | Sanest Khánh Hòa | 3–1  | Thể Công           | 13–25 | 25–16 | 26–24 | 25–20 |       | 89–85 |       |

Trận tranh hạng 3 Nam
| Ngày      | Thời gian |                    | Điểm |          | Set 1 | Set 2 | Set 3 | Set 4 | Set 5 | Tổng  | Nguồn |
| --------- | --------- | ------------------ | ---- | -------- | ----- | ----- | ----- | ----- | ----- | ----- | ----- |
| 7 tháng 4 | 19:00     | Tràng An Ninh Bình | 1–3  | Thể Công | 25–19 | 23–25 | 13–25 | 19–25 |       | 80–94 |       |

Chung kết Nam
| Ngày      | Thời gian |             | Điểm |                  | Set 1 | Set 2 | Set 3 | Set 4 | Set 5 | Tổng  | Nguồn |
| --------- | --------- | ----------- | ---- | ---------------- | ----- | ----- | ----- | ----- | ----- | ----- | ----- |
| 8 tháng 4 | 21:00     | Quân đoàn 4 | 1–3  | Sanest Khánh Hòa | 19–25 | 25–22 | 20–25 | 16–25 |       | 80–97 |       |

#### Kết quả Nữ
|  | Bán kết               | Bán kết               |                       |   | Chung kết | Chung kết |
|  |                       |                       |                       |   |           |           |
|  | 5 tháng 4             |                       |                       |   |           |           |
|  |                       |                       |                       |   |           |           |
|  | VTV Bình Điền Long An | 3                     |                       |   |           |           |
|  | VTV Bình Điền Long An | 3                     | 7 tháng 4             |   |           |           |
|  | PVD Thái Bình         | 0                     |                       |   |           |           |
|  | PVD Thái Bình         | 0                     | VTV Bình Điền Long An | 1 |           |           |
|  | 6 tháng 4             |                       | VTV Bình Điền Long An | 1 |           |           |
|  |                       | Ngân hàng Công Thương | 3                     |   |           |           |
|  | Ngân hàng Công Thương | Ngân hàng Công Thương | 3                     | 3 |           |           |
|  | Ngân hàng Công Thương |                       |                       | 3 |           |           |
|  | Thông tin LVPB        | 0                     |                       |   |           |           |
|  | Thông tin LVPB        | 0                     | Trận tranh hạng 3     |   |           |           |
|  |                       |                       |                       |   |           |           |
|  | 8 tháng 4             |                       |                       |   |           |           |
|  |                       |                       |                       |   |           |           |
|  | PVD Thái Bình         | 1                     |                       |   |           |           |
|  | PVD Thái Bình         | 1                     |                       |   |           |           |
|  | Thông tin LVPB        | 3                     |                       |   |           |           |

Bán kết Nữ
| Ngày      | Thời gian |                       | Điểm |                | Set 1 | Set 2 | Set 3 | Set 4 | Set 5 | Tổng  | Nguồn |
| --------- | --------- | --------------------- | ---- | -------------- | ----- | ----- | ----- | ----- | ----- | ----- | ----- |
| 5 tháng 4 | 19:00     | VTV Bình Điền Long An | 3–0  | PVD Thái Bình  | 25–19 | 25–19 | 25–20 |       |       | 75–58 |       |
| 6 tháng 4 | 19:00     | Ngân hàng Công Thương | 3–0  | Thông tin LVPB | 25–21 | 25–17 | 25–16 |       |       | 75–54 |       |

Trận tranh hạng 3 Nữ
| Ngày      | Thời gian |               | Điểm |                | Set 1 | Set 2 | Set 3 | Set 4 | Set 5 | Tổng   | Nguồn |
| --------- | --------- | ------------- | ---- | -------------- | ----- | ----- | ----- | ----- | ----- | ------ | ----- |
| 8 tháng 4 | 19:00     | PVD Thái Bình | 1–3  | Thông tin LVPB | 18–25 | 27–25 | 13–25 | 21–25 |       | 79–100 |       |

Chung kết Nữ
| Ngày      | Thời gian |                       | Điểm |                       | Set 1 | Set 2 | Set 3 | Set 4 | Set 5 | Tổng  | Nguồn |
| --------- | --------- | --------------------- | ---- | --------------------- | ----- | ----- | ----- | ----- | ----- | ----- | ----- |
| 7 tháng 4 | 21:00     | VTV Bình Điền Long An | 1–3  | Ngân hàng Công Thương | 25–21 | 16–25 | 23–25 | 22–25 |       | 86–96 |       |

#### Xếp hạng chung cuộc
| \| Thứ hạng \| Giải Nam \| Giải Nữ \| \| -------- \| ------------------ \| --------------------- \| \| 1 \| Sanest Khánh Hòa \| Ngân hàng Công Thương \| \| 2 \| Quân đoàn 4 \| VTV Bình Điền Long An \| \| 3 \| Thể Công \| Thông tin LVPB \| \| 4 \| Tràng An Ninh Bình \| PVD Thái Bình \| |                    |                       |
| Thứ hạng | Giải Nam           | Giải Nữ               |
| 1 | Sanest Khánh Hòa   | Ngân hàng Công Thương |
| 2 | Quân đoàn 4        | VTV Bình Điền Long An |
| 3 | Thể Công           | Thông tin LVPB        |
| 4 | Tràng An Ninh Bình | PVD Thái Bình         |

### Mùa giải 2016
Vòng Chung kết Giải Bóng chuyền các đội mạnh cúp Hùng Vương năm 2016 có 8 đội bóng chuyền xuất sắc nhất tại Vòng 1 Giải Bóng chuyền vô địch quốc gia năm 2016.
Tại nội dung thi đấu của nữ, 4 đội bóng gồm: Ngân hàng Công Thương (nhất bảng A), VTV Bình Điền Long An (nhì bảng A), Thông tin LVPB (nhất bảng B) và Tiến Nông Thanh Hóa (nhì bảng B) chia làm 2 cặp thi đấu để chọn ra 2 đội xuất sắc nhất vào chơi trận chung kết (diễn ra vào lúc 20h30 ngày 16/4).
Nội dung của nam là cuộc tranh tài của 4 đội: Sanest Khánh Hòa (nhất bảng A), Thể Công (nhì bảng A), Biên Phòng (nhất bảng B) và Tràng An Ninh Bình (nhì bảng B). 4 đội cũng được chia thành 2 cặp đấu để chọn ra 2 đội xuất sắc nhất vào chơi trận chung kết (diễn ra vào lúc 20h30 ngày 17/4).
Kết quả chung cuộc:

#### Kết quả Nam
|  | Bán kết            | Bán kết    |                   |   | Chung kết | Chung kết |
|  |                    |            |                   |   |           |           |
|  | 14 tháng 4         |            |                   |   |           |           |
|  |                    |            |                   |   |           |           |
|  | Sanest Khánh Hòa   | 3          |                   |   |           |           |
|  | Sanest Khánh Hòa   | 3          | 17 tháng 4        |   |           |           |
|  | Tràng An Ninh Bình | 2          |                   |   |           |           |
|  | Tràng An Ninh Bình | 2          | Sanest Khánh Hòa  | 3 |           |           |
|  | 15 tháng 4         |            | Sanest Khánh Hòa  | 3 |           |           |
|  |                    | Biên Phòng | 0                 |   |           |           |
|  | Biên Phòng         | Biên Phòng | 0                 | 3 |           |           |
|  | Biên Phòng         |            |                   | 3 |           |           |
|  | Thể Công           | 0          |                   |   |           |           |
|  | Thể Công           | 0          | Trận tranh hạng 3 |   |           |           |
|  |                    |            |                   |   |           |           |
|  | 16 tháng 4         |            |                   |   |           |           |
|  |                    |            |                   |   |           |           |
|  | Tràng An Ninh Bình | 1          |                   |   |           |           |
|  | Tràng An Ninh Bình | 1          |                   |   |           |           |
|  | Thể Công           | 3          |                   |   |           |           |

Bán kết Nam
| Ngày       | Thời gian |                  | Điểm |                    | Set 1 | Set 2 | Set 3 | Set 4 | Set 5 | Tổng    | Nguồn |
| ---------- | --------- | ---------------- | ---- | ------------------ | ----- | ----- | ----- | ----- | ----- | ------- | ----- |
| 14 tháng 4 | 20:30     | Sanest Khánh Hòa | 3–2  | Tràng An Ninh Bình | 22–25 | 18–25 | 29–27 | 28–26 | 15–13 | 112–116 |       |
| 15 tháng 4 | 20:30     | Biên Phòng       | 3–0  | Thể Công           | 25–19 | 25–21 | 25–23 |       |       | 75–63   |       |

Trận tranh hạng 3 Nam
| Ngày       | Thời gian |                    | Điểm |          | Set 1 | Set 2 | Set 3 | Set 4 | Set 5 | Tổng  | Nguồn |
| ---------- | --------- | ------------------ | ---- | -------- | ----- | ----- | ----- | ----- | ----- | ----- | ----- |
| 16 tháng 4 | 19:00     | Tràng An Ninh Bình | 1–3  | Thể Công | 22–25 | 22–25 | 25–16 | 24–26 |       | 93–92 |       |

Chung kết Nam
| Ngày       | Thời gian |                  | Điểm |            | Set 1 | Set 2 | Set 3 | Set 4 | Set 5 | Tổng  | Nguồn |
| ---------- | --------- | ---------------- | ---- | ---------- | ----- | ----- | ----- | ----- | ----- | ----- | ----- |
| 17 tháng 4 | 20:30     | Sanest Khánh Hòa | 3–0  | Biên Phòng | 25–19 | 25–16 | 25–21 |       |       | 75–56 |       |

#### Kết quả Nữ
|  | Bán kết               | Bán kết        |                       |   | Chung kết | Chung kết |
|  |                       |                |                       |   |           |           |
|  | 14 tháng 4            |                |                       |   |           |           |
|  |                       |                |                       |   |           |           |
|  | Ngân hàng Công Thương | 3              |                       |   |           |           |
|  | Ngân hàng Công Thương | 3              | 16 tháng 4            |   |           |           |
|  | Tiến Nông Thanh Hóa   | 2              |                       |   |           |           |
|  | Tiến Nông Thanh Hóa   | 2              | Ngân hàng Công Thương | 3 |           |           |
|  | 15 tháng 4            |                | Ngân hàng Công Thương | 3 |           |           |
|  |                       | Thông tin LVPB | 0                     |   |           |           |
|  | Thông tin LVPB        | Thông tin LVPB | 0                     | 3 |           |           |
|  | Thông tin LVPB        |                |                       | 3 |           |           |
|  | VTV Bình Điền Long An | 2              |                       |   |           |           |
|  | VTV Bình Điền Long An | 2              | Trận tranh hạng 3     |   |           |           |
|  |                       |                |                       |   |           |           |
|  | 17 tháng 4            |                |                       |   |           |           |
|  |                       |                |                       |   |           |           |
|  | Tiến Nông Thanh Hóa   | 1              |                       |   |           |           |
|  | Tiến Nông Thanh Hóa   | 1              |                       |   |           |           |
|  | VTV Bình Điền Long An | 3              |                       |   |           |           |

Bán kết Nữ
| Ngày       | Thời gian |                       | Điểm |                       | Set 1 | Set 2 | Set 3 | Set 4 | Set 5 | Tổng   | Nguồn |
| ---------- | --------- | --------------------- | ---- | --------------------- | ----- | ----- | ----- | ----- | ----- | ------ | ----- |
| 14 tháng 4 | 19:00     | Ngân hàng Công Thương | 3–2  | Tiến Nông Thanh Hóa   | 22–25 | 25–17 | 25–15 | 19–25 | 16–14 | 107–96 |       |
| 15 tháng 4 | 19:00     | Thông tin LVPB        | 3–2  | VTV Bình Điền Long An | 25–23 | 21–25 | 12–25 | 25–20 | 15–12 | 98–105 |       |

Trận tranh hạng 3 Nữ
| Ngày       | Thời gian |                     | Điểm |                       | Set 1 | Set 2 | Set 3 | Set 4 | Set 5 | Tổng  | Nguồn |
| ---------- | --------- | ------------------- | ---- | --------------------- | ----- | ----- | ----- | ----- | ----- | ----- | ----- |
| 17 tháng 4 | 19:00     | Tiến Nông Thanh Hóa | 1–3  | VTV Bình Điền Long An | 25–21 | 24–26 | 13–25 | 22–25 |       | 84–97 |       |

Chung kết Nữ
| Ngày       | Thời gian |                       | Điểm |                | Set 1 | Set 2 | Set 3 | Set 4 | Set 5 | Tổng  | Nguồn |
| ---------- | --------- | --------------------- | ---- | -------------- | ----- | ----- | ----- | ----- | ----- | ----- | ----- |
| 16 tháng 4 | 20:30     | Ngân hàng Công Thương | 3–0  | Thông tin LVPB | 25–18 | 25–21 | 25–22 |       |       | 75–61 |       |

#### Xếp hạng chung cuộc
| \| Thứ hạng \| Giải Nam \| Giải Nữ \| \| -------- \| ------------------ \| --------------------- \| \| 1 \| Sanest Khánh Hòa \| Ngân hàng Công Thương \| \| 2 \| Biên Phòng \| Thông tin LVPB \| \| 3 \| Thể Công \| VTV Bình Điền Long An \| \| 4 \| Tràng An Ninh Bình \| Tiến Nông Thanh Hóa \| |                    |                       |
| Thứ hạng | Giải Nam           | Giải Nữ               |
| 1 | Sanest Khánh Hòa   | Ngân hàng Công Thương |
| 2 | Biên Phòng         | Thông tin LVPB        |
| 3 | Thể Công           | VTV Bình Điền Long An |
| 4 | Tràng An Ninh Bình | Tiến Nông Thanh Hóa   |

### Mùa giải 2015
Vòng Chung kết Giải Bóng chuyền các đội mạnh cúp Hùng Vương năm 2015 có 8 đội bóng chuyền xuất sắc nhất tại Vòng 1 Giải Bóng chuyền vô địch quốc gia năm 2015.
Tại nội dung thi đấu của nữ, 4 đội bóng gồm: Thông tin LVPB (nhất bảng A), Tiến Nông Thanh Hóa (nhì bảng A), VTV Bình Điền Long An (nhất bảng B) và Ngân hàng Công Thương (nhì bảng B) chia làm 2 cặp thi đấu để chọn ra 2 đội xuất sắc nhất vào chơi trận chung kết (diễn ra vào lúc 21h00 ngày 26/4).
Nội dung của nam là cuộc tranh tài của 4 đội: Maseco TP. Hồ Chí Minh (nhất bảng A), Quân đoàn 4 (nhì bảng A), XSKT Vĩnh Long (nhất bảng B) và Tràng An Ninh Bình (nhì bảng B). 4 đội cũng được chia thành 2 cặp đấu để chọn ra 2 đội xuất sắc nhất vào chơi trận chung kết (diễn ra vào lúc 21h00 ngày 27/4).
Kết quả chung cuộc:

#### Kết quả Nam
|  | Bán kết                | Bán kết        |                        |   | Chung kết | Chung kết |
|  |                        |                |                        |   |           |           |
|  | 24 tháng 4             |                |                        |   |           |           |
|  |                        |                |                        |   |           |           |
|  | Maseco TP. Hồ Chí Minh | 3              |                        |   |           |           |
|  | Maseco TP. Hồ Chí Minh | 3              | 27 tháng 4             |   |           |           |
|  | Tràng An Ninh Bình     | 2              |                        |   |           |           |
|  | Tràng An Ninh Bình     | 2              | Maseco TP. Hồ Chí Minh | 3 |           |           |
|  | 25 tháng 4             |                | Maseco TP. Hồ Chí Minh | 3 |           |           |
|  |                        | XSKT Vĩnh Long | 2                      |   |           |           |
|  | XSKT Vĩnh Long         | XSKT Vĩnh Long | 2                      | 3 |           |           |
|  | XSKT Vĩnh Long         |                |                        | 3 |           |           |
|  | Quân đoàn 4            | 2              |                        |   |           |           |
|  | Quân đoàn 4            | 2              | Trận tranh hạng 3      |   |           |           |
|  |                        |                |                        |   |           |           |
|  | 26 tháng 4             |                |                        |   |           |           |
|  |                        |                |                        |   |           |           |
|  | Tràng An Ninh Bình     | 2              |                        |   |           |           |
|  | Tràng An Ninh Bình     | 2              |                        |   |           |           |
|  | Quân đoàn 4            | 3              |                        |   |           |           |

Bán kết Nam
| Ngày       | Thời gian |                        | Điểm |                    | Set 1 | Set 2 | Set 3 | Set 4 | Set 5 | Tổng    | Nguồn |
| ---------- | --------- | ---------------------- | ---- | ------------------ | ----- | ----- | ----- | ----- | ----- | ------- | ----- |
| 24 tháng 4 | 21:00     | Maseco TP. Hồ Chí Minh | 3–2  | Tràng An Ninh Bình | 25–16 | 24–26 | 29–27 | 17–25 | 15–13 | 110–107 |       |
| 25 tháng 4 | 21:00     | XSKT Vĩnh Long         | 3–2  | Quân đoàn 4        | –     | –     | –     | –     | –     | 0–0     |       |

Trận tranh hạng 3 Nam
| Ngày       | Thời gian |                    | Điểm |             | Set 1 | Set 2 | Set 3 | Set 4 | Set 5 | Tổng    | Nguồn |
| ---------- | --------- | ------------------ | ---- | ----------- | ----- | ----- | ----- | ----- | ----- | ------- | ----- |
| 26 tháng 4 | 19:00     | Tràng An Ninh Bình | 2–3  | Quân đoàn 4 | 25–23 | 25–20 | 20–25 | 22–25 | 15–17 | 107–110 |       |

Chung kết Nam
| Ngày       | Thời gian |                        | Điểm |                | Set 1 | Set 2 | Set 3 | Set 4 | Set 5 | Tổng    | Nguồn |
| ---------- | --------- | ---------------------- | ---- | -------------- | ----- | ----- | ----- | ----- | ----- | ------- | ----- |
| 27 tháng 4 | 21:00     | Maseco TP. Hồ Chí Minh | 3–2  | XSKT Vĩnh Long | 23–25 | 14–25 | 25–20 | 25–23 | 15–8  | 102–101 |       |

#### Kết quả Nữ
|  | Bán kết               | Bán kết               |                   |   | Chung kết | Chung kết |
|  |                       |                       |                   |   |           |           |
|  | 24 tháng 4            |                       |                   |   |           |           |
|  |                       |                       |                   |   |           |           |
|  | Thông tin LVPB        | 3                     |                   |   |           |           |
|  | Thông tin LVPB        | 3                     | 26 tháng 4        |   |           |           |
|  | Ngân hàng Công Thương | 0                     |                   |   |           |           |
|  | Ngân hàng Công Thương | 0                     | Thông tin LVPB    | 2 |           |           |
|  | 25 tháng 4            |                       | Thông tin LVPB    | 2 |           |           |
|  |                       | VTV Bình Điền Long An | 3                 |   |           |           |
|  | VTV Bình Điền Long An | VTV Bình Điền Long An | 3                 | 3 |           |           |
|  | VTV Bình Điền Long An |                       |                   | 3 |           |           |
|  | Tiến Nông Thanh Hóa   | 0                     |                   |   |           |           |
|  | Tiến Nông Thanh Hóa   | 0                     | Trận tranh hạng 3 |   |           |           |
|  |                       |                       |                   |   |           |           |
|  | 27 tháng 4            |                       |                   |   |           |           |
|  |                       |                       |                   |   |           |           |
|  | Ngân hàng Công Thương | 3                     |                   |   |           |           |
|  | Ngân hàng Công Thương | 3                     |                   |   |           |           |
|  | Tiến Nông Thanh Hóa   | 0                     |                   |   |           |           |

Bán kết Nữ
| Ngày       | Thời gian |                       | Điểm |                       | Set 1 | Set 2 | Set 3 | Set 4 | Set 5 | Tổng  | Nguồn |
| ---------- | --------- | --------------------- | ---- | --------------------- | ----- | ----- | ----- | ----- | ----- | ----- | ----- |
| 24 tháng 4 | 19:00     | Thông tin LVPB        | 3–0  | Ngân hàng Công Thương | 25–23 | 25–23 | 25–22 |       |       | 75–68 |       |
| 25 tháng 4 | 19:00     | VTV Bình Điền Long An | 3–0  | Tiến Nông Thanh Hóa   | 25–19 | 25–15 | 25–10 |       |       | 75–44 |       |

Trận tranh hạng 3 Nữ
| Ngày       | Thời gian |                       | Điểm |                     | Set 1 | Set 2 | Set 3 | Set 4 | Set 5 | Tổng  | Nguồn |
| ---------- | --------- | --------------------- | ---- | ------------------- | ----- | ----- | ----- | ----- | ----- | ----- | ----- |
| 27 tháng 4 | 19:00     | Ngân hàng Công Thương | 3–0  | Tiến Nông Thanh Hóa | 25–20 | 25–17 | 25–18 |       |       | 75–55 |       |

Chung kết Nữ
| Ngày       | Thời gian |                | Điểm |                       | Set 1 | Set 2 | Set 3 | Set 4 | Set 5 | Tổng    | Nguồn |
| ---------- | --------- | -------------- | ---- | --------------------- | ----- | ----- | ----- | ----- | ----- | ------- | ----- |
| 26 tháng 4 | 21:00     | Thông tin LVPB | 2–3  | VTV Bình Điền Long An | 19–25 | 29–27 | 25–18 | 22–25 | 13–15 | 108–110 |       |

#### Xếp hạng chung cuộc
| \| Thứ hạng \| Giải Nam \| Giải Nữ \| \| -------- \| ---------------------- \| --------------------- \| \| 1 \| Maseco TP. Hồ Chí Minh \| VTV Bình Điền Long An \| \| 2 \| XSKT Vĩnh Long \| Thông tin LVPB \| \| 3 \| Quân đoàn 4 \| Ngân hàng Công Thương \| \| 4 \| Tràng An Ninh Bình \| Tiến Nông Thanh Hóa \| |                        |                       |
| Thứ hạng | Giải Nam               | Giải Nữ               |
| 1 | Maseco TP. Hồ Chí Minh | VTV Bình Điền Long An |
| 2 | XSKT Vĩnh Long         | Thông tin LVPB        |
| 3 | Quân đoàn 4            | Ngân hàng Công Thương |
| 4 | Tràng An Ninh Bình     | Tiến Nông Thanh Hóa   |

### Mùa giải 2013
Sau 4 ngày tranh tài tại Nhà Luyện tập và Thi đấu Thể thao tỉnh Phú Thọ, vòng chung kết giải bóng chuyền tranh Cúp Hùng Vương đã kết thúc vào tối 18/4/2013. Giải đấu khép lại với trận chung kết nam giữa Tràng An Ninh Bình và Đức Long Gia Lai. Với thắng lợi chung cuộc 3-2 trong trận chung kết, đội bóng chuyền cố đô Hoa Lư một lần nữa khẳng định thế mạnh của mình và tiếp tục giữ ngôi đầu bảng vòng I cùng chức vô địch cúp Hùng Vương. Trận tranh hạng ba nữ, Vietsovpetro đã chiến thắng chung cuộc trước Tiến Nông Thanh Hóa 3-1.
Trước đó, trận chung kết nữ diễn ra giữa Thông tin LVPB và Ngân hàng Công Thương. Các cô gái đến từ Quân đội đã giành chiến thắng với tỉ số thuyết phục 3-0 và đoạt chức vô địch giải bóng chuyền Cúp Hùng Vương năm 2013. Ở trận tranh hạng ba nam, đội Thể Công Binh Đoàn 15 đã chiến thắng trước đội Maseco TP. Hồ Chí Minh với tỷ số 3-1, mang về giải ba cho đội.

### Mùa giải 2012
Giải năm 2012 quy tụ 8 đội bóng dẫn đầu giai đoạn 1 của giải VĐQG 2012 vừa kết thúc gồm: Tràng An Ninh Bình, Đức Long Gia Lai, Thể Công Binh Đoàn 15, Tập đoàn Dầu khí Việt Nam (nam); Thông tin LVPB, VTV Bình Điền Long An, Tiến Nông Thanh Hóa và Ngân hàng Công Thương (nữ). Các đội thi đấu theo thể thức đấu chéo, chọn ra hai đội thi đấu trận chung kết.
Trận chung kết của nữ diễn ra vào tối 29/3 đã kéo dài đến 5 hiệp đấu. Với lối đánh biến hoá và ổn định hơn, Ngân hàng Công Thương đã giành chiến thắng trước Thông tin LVPB với tỷ số 3-2 để đăng quang ngôi vô địch. Ở trận tranh hạng 3, các cô gái VTV Bình Điền Long An đã vượt qua Tiến Nông Thanh Hóa với tỷ số 3-1. Trận chung kết của nam được tổ chức vào đêm 30/3, diễn ra với thế áp đoàn hoàn toàn thuộc về Tràng An Ninh Bình trước đối thủ là Thể Công Binh Đoàn 15 bằng kết quả thắng chung cuộc 3-0 (25-23, 25-18; 25-11) để đăng quang ngôi vô địch. Trước đó, trong trận tranh hạng 3, nam Đức Long Gia Lai đã đánh bại Tập đoàn Dầu khí Việt Nam 3-0.

### Mùa giải 2011
Bảng đấu dành cho nam có sự góp mặt của 4 đội: SacomBank Biên Phòng, Sanest Khánh Hòa, Tập đoàn Dầu khí Việt Nam và Long An. Ở bảng nữ là cuộc tranh tài của 4 đội: Thông tin LVPB, VTV Bình Điền Long An, PV Oil Thái Bình, Ngân hàng Công Thương.
Đội Thông tin LVPB với rất nhiều tuyển thủ quốc gia như Phạm Thị Kim Huệ, Đỗ Thị Minh, Phạm Thị Yến, Phạm Thị Thu Trang… đã tỏ ra vượt trội so với VTV Bình Điền Long An trong trận chung kết nữ khi giành chiến thắng với tỷ số 3-1. Ở trận tranh hạng 3 nam, SacomBank Biên Phòng thắng dễ Tập đoàn Dầu khí Việt Nam 3-0.
Đánh bại PV Oil Thái Bình với tỷ số 3-1, Ngân hàng Công Thương giành hạng 3 tại Cúp Hùng Vương.Trận chung kết nam giữa Long An và Sanest Khánh Hòa kết thúc với chức vô địch giành cho đội bóng miền Tây Nam Bộ.

### Mùa giải 2010
Giải bóng chuyền Cúp Hùng Vương năm 2010 có 8 đội bóng (4 đội nam và 4 đội nữ). 4 đội nữ gồm Truyền hình Vĩnh Long, Thông tin Liên Việt Bank, VTV Bình Điền Long An và Giấy Bãi Bằng. 4 đội nam nam là Hoàng Long Long An, Tràng An Ninh Bình, SacomBank Biên Phòng và Thể Công. Các đội thi đấu theo thể thức vòng tròn tính điểm, chọn ra hai đội thi đấu trận chung kết.
Chung kết nữ Cúp bóng chuyền Hùng Vương 2010: Thông tin Liên Việt Bank vượt qua Truyền hình Vĩnh Long với tỉ số 3-0. Trước đó, trong trận tranh hạng ba nam, Hoàng Long Long An đã giành chiến thắng trước Thể Công. Ở trận chung kết nam, Tràng An Ninh Bình đã đánh bại SacomBank Biên Phòng để bảo vệ thành công chức vô địch. Trận tranh hạng ba nữ giữa VTV Bình Điền Long An gặp Giấy Bãi Bằng kết thúc với chiến thắng giành cho đội bóng miền Tây Nam Bộ. 

### Mùa giải 2009
Sau một năm gián đoạn, Cúp bóng chuyền Hùng Vương 2009 đã khai mạc vào ngày 2-4-2009 tại thành phố Việt Trì (Phú Thọ) với sự tham dự của 4 đội nam và 4 đội nữ xuất sắc nhất ở vòng 1 giải vô địch quốc gia 2009. Các đội Nữ bao gồm VTV Bình Điền Long An, Vietsovpetro, Bộ Tư lệnh Thông tin Trust Bank và Giấy Bãi Bằng. Trong khi đó các đội Nam gồm có Tràng An Ninh Bình, Hoàng Long Long An, Thể Công và Sao Vàng Biên Phòng.
Trận Chung kết nữ Cúp Hùng Vương đã diễn ra tối 4/4 tại nhà thi đấu tỉnh Phú Thọ. Các cô gái VTV Bình Điền Long An đã thi đấu rất nỗ lực nhưng chỉ thực sự gây khó cho Bộ Tư lệnh Thông tin Trust Bank ở set 3 và chịu thua cách biệt 0-3. Ở trận tranh hạng 3 nam diễn ra trước đó, Hoàng Long Long An đã đánh bại Sao Vàng Biên Phòng 3-1.
Trận Chung kết nam Cúp Hùng Vương đã diễn ra tối 5/4 tại nhà thi đấu tỉnh Phú Thọ. Đội nam Tràng An Ninh Bình đã tiếp tục thể hiện phong độ cực kỳ ấn tượng khi vượt qua Thể Công với tỷ số 3-0 (25-22, 25-18, 25-18) để đăng quang tại Cúp Hùng Vương 2009. Ở trận tranh hạng 3 của nữ, mặc dù được sự cổ vũ nhiệt tình của khán giả nhà song đội chủ nhà Giấy Bãi Bằng vẫn phải nhận thất bại trước Vietsovpetro với tỷ số 1-3.

### Mùa giải 2007
Giải bóng chuyền cúp Hùng Vương gồm 6 đội nam: Hoàng Long Long An, Tràng An Ninh Bình, Công an Vĩnh Phúc, Thể Công, Bến Tre, Dệt Thành Công; 6 đội nữ: VTV Bình Điền Long An, Giấy Bãi Bằng, Sông Mã Thanh Hóa, Vital Petechim Thái Bình, Ngân hàng Công Thương, Bộ Tư lệnh Thông tin.
Trong trận chung kết nam diễn ra tối 11/4 tại thành phố Việt Trì, Thể Công đã vượt qua tân binh mới thăng hạng Hoàng Long Long An để giành chức Vô địch giải bóng chuyền Cúp Hùng Vương lần 3 liên tiếp. Ở trận tranh hạng 3 nữ diễn ra trước đó, Ngân hàng Công Thương đã đánh bại Giấy Bãi Bằng 3-0 (25-14, 25-19, 25-19) để đoạt hạng 3 chung cuộc.
Chỉ chịu thua VTV Bình Điền Long An ở set 1, các cô gái Thái Bình thắng liền ba set sau đó với các tỷ số đậm: 25-15, 25-17, 25-11 và đăng quang ngôi vô địch, nhận phần thưởng 25 triệu đồng từ BTC. Cũng trong buổi tối 12-4, ở trận tranh hạng 3 nam, Tràng An Ninh Bình đã vượt qua tân binh Bến Tre với chiến thắng 3-0.

### Mùa giải 2006
Cúp Hùng Vương 2006 diễn ra từ ngày 14 đến 19-4 tới tại Phú Thọ với sự tham dự của 12 đội bóng, trong đó có 6 đội nam: Dệt Thành Công, Quân đoàn 4, Quân khu 9 (ba đội dẫn đầu bảng A), Thể Công, Công an Vĩnh Phúc, Tràng An Ninh Bình (ba đội dẫn đầu bảng B) và 6 đội nữ: Ngân hàng Công Thương, Vital Thái Bình, Giấy Bãi Bằng (ba đội dẫn đầu bảng A), Bộ Tư lệnh Thông tin, VTV Bình Điền Long An và Bưu điện Hà Nội (ba đội dẫn đầu bảng B).
Tại trận chung kết nam diễn ra vào ngày 18/4, Thể Công đã đánh bại Tràng An Ninh Bình để bảo vệ thành công chức vô địch Cúp Hùng Vương. Trong trận tranh hạng ba của nữ trước đó, Bộ Tư lệnh Thông tin đã vượt qua VTV Bình Điền Long An với tỷ số 3-1. Sau khi thua set 1 với tỷ số 15-25, các cô gái Quân đội thắng liên tiếp cả ba set còn lại với các tỷ số 25-14, 25-16 và 25-21 để giành vị trí thứ ba chung cuộc.
Tối 19/4, đội Công an Vĩnh Phúc giành chiến thắng trong trận tranh hạng ba của nam trước đội Quân khu 9. Sau đó, ở trận chung kết nữ, Ngân hàng Công Thương đã đánh bại Vital Thái Bình để giành ngôi vô địch.

### Mùa giải 2005
Sau vòng 1 của Giải vô địch bóng chuyền Việt Nam năm 2005, 6/12 đội nam có kết quả tốt nhất ở hai bảng và tương tự, 6/12 đội nữ, bao gồm các đội Thể Công, Công an Vĩnh Phúc, Quân đoàn 4 (bảng A), Bưu điện Hà Nội, Tràng An Ninh Bình, Quân khu 5 (bảng B) cùng Bộ Tư lệnh Thông tin, Tuần Châu Quảng Ninh, Ngân hàng Công Thương (bảng A), VTV Bình Điền Long An, Bưu điện Hà Nội, Vital Thái Bình (bảng B).
Tại trận chung kết nữ, VTV Bình Điền Long An trở thành đội bóng đầu tiên lên ngôi vô địch cúp Hùng Vương sau khi đánh bại Ngân hàng Công Thương với tỷ số 3-2. Trong trận tranh hạng ba nam, đội Tràng An Ninh Bình sau khi để thua Quân đoàn 4 17-25 ở set đầu tiên đã giành chiến thắng ở 3 set liên tiếp sau đó với các tỷ số lần lượt là 25-20, 25-22, 25/22 để đoạt HCĐ giải nam.
Tại trận chung kết nam, Thể Công đã đánh bại đội đương kim vô địch quốc gia Bưu điện Hà Nội với tỷ số 3-1, Trước đó, trận tranh hạng ba nữ giữa Bộ Tư lệnh Thông tin và Bưu điện Hà Nội đã kết thúc với phần thắng 3-0 nghiêng về các cô gái Quân đội.

## Các kỷ lục

### Giải nam
Sau 17 mùa giải, từ năm 2005 đến năm 2025:
- Đội nhiều lần vô địch nhất: Tràng An Ninh Bình (5 lần); Sanest Khánh Hòa (4 lần); Thể Công và Biên Phòng (3 lần); Long An và TP. Hồ Chí Minh (1 lần).
- Đội tham gia nhiều mùa giải nhất: Thể Công 14/17 lần; Tràng An Ninh Bình 13/17 lần; Biên Phòng 8/17 lần.

### Giải nữ
Sau 17 mùa giải, từ năm 2005 đến năm 2025:
- Đội nhiều lần vô địch nhất: VTV Bình Điền Long An (6 lần); Bộ Tư lệnh Thông tin và Ngân hàng Công Thương (4 lần); Thái Bình, Hóa chất Đức Giang và Ninh Bình (1 lần).
- Đội tham gia nhiều mùa giải nhất: Bộ Tư lệnh Thông tin 17/17 lần; VTV Bình Điền Long An 15/17 lần; Ngân hàng Công Thương 12/17 lần.